# Typklasse (Versicherungswesen)
Die Typklasse ist  ein Indexwert zur Berechnung der Versicherungsprämie für die Kfz-Haftpflichtversicherung und Kaskoversicherung in Deutschland. Dieser Wert wird jährlich von einem Treuhänder anhand des Schadenbedarfs für jeden Fahrzeugtyp bestimmt. Der Schadenbedarf ist der Quotient aus der Summe der Schadenaufwendungen im entsprechenden Kalenderjahr und der Zahl der Jahreseinheiten. Der Indexwert gibt das Verhältnis des Schadenbedarfs eines einzelnen Fahrzeugtyps zum vergleichbaren Schadenbedarf aller Fahrzeugtypen wieder. Die Typklassen sind für die Versicherungsgesellschaften nicht bindend, Abweichungen sind aber die Ausnahme. Fahrzeuge mit geringen Zulassungszahlen und fehlendem Vergleichsmodell werden nach einer sogenannten Präambel, die sich an der Fahrzeugstärke orientiert, einer Typklasse zugeordnet.
In der Kfz-Haftpflichtversicherung gibt es die Typklassen von 10 bis 25, in der Voll- bzw. Teilkaskoversicherung von 10 bis 34, bzw. von 10 bis 33. Je höher die Typklasse, desto höher ist der Schadenbedarfsindex. Führt eine Änderung der Typklasse zu einem höheren Beitrag, so hat der Versicherungsnehmer ein außerordentliches Kündigungsrecht nach § 40 VVG, genau wie bei einer Beitragserhöhung durch Änderung der Regionalklasse. Ändern sich sowohl die Typ- als auch die Regionalklasse besteht ein Kündigungsrecht nur dann, wenn die Zusammenfassung der Änderung zu einer Beitragserhöhung führt. 
Bei Importfahrzeugen oder neu auf den Markt kommenden Fahrzeugen wird in Anlehnung an vergleichbare Fahrzeugtypen eine vorläufige Typklasse festgelegt. Mittlerweile gibt es in Deutschland rund 29.000 Pkw-Typen. Jedes Fahrzeug ist einer Typklasse zugeordnet, die zum Teil sogar innerhalb derselben Fahrzeugklasse stark differieren können. Bis Mitte 1996 verwendete man zur Beitragsberechnung die Motorleistung eines Fahrzeuges in der Kfz-Haftpflichtversicherung, in der Voll- und Teilkaskoversicherung schon seit den 80er-Jahren. 
Die Typklasse in der Kfz-Haftpflichtversicherung wird in erster Linie von der Fahrzeugart und der Fahrweise der Nutzer beeinflusst. In der Kaskoversicherung werden neben Verkehrsunfällen auch Autodiebstähle, Fahrzeugbrände oder Glasschäden bei der Einstufung in die Typklasse berücksichtigt.